# Avenida Sáenz Peña (Tucumán)
La Avenida Roque Sáenz Peña es una avenida de San Miguel de Tucumán, Tucumán, Argentina. Se extiende desde la intersección de las avenidas 24 de septiembre y Benjamín Aráoz hasta la plazoleta Dorrego en avenida Roca. Es una de las avenidas que rodean el área central de la capital.

## Historia
La avenida fue creada originalmente como calle de ronda del área histórica de San Miguel de Tucumán y bordeaba el río Salí, siendo ampliada como bulevar tras el ensanche de la traza urbana en 1887. Durante fines del siglo XIX y siglo XX se creó en su alrededor el barrio El Bajo, asentándose comercios, hoteles cercanos a la estación del Ferrocarril Central Córdoba y la Plaza Lamadrid.
Sería en esta plaza donde posteriormente se construiría la terminal de ómnibus en 1963, reemplazada por la actual terminal en 1994. Actualmente en el sitio de la vieja terminal se extienden puestos de ventas de vendedores ambulantes y la sede del Servicio Único de Transporte Público de Pasajeros en Automóvil (Sutrappa). En 2023 se propuso darle un sentido único norte-sur a la avenida, más no se llevó a cabo. En 2024 se crearon carriles exclusivos para ómnibus en toda la extensión de la avenida.

## Sitios de interés
A lo largo de esta avenida se desarrollan varios lugares de interés y emblemáticos:
- ex Terminal de Ómnibus
- Estación Tucumán Norte
- Ingenio Cultural
- E.N.E.T. N°2
- Colegio Guillermina Lestón de Guzmán
- Complejo Belgrano
- Instituto Juan Pablo 2